# Франц Коттер
Франц Коттер (нім. Franz Kotter; 1813, Ґрестен — 26 серпня 1886, Кремс-на-Дунаї) — австрійський правник, доктор права, професор, ректор Львівського університету в 1850—1851 і 1871—1872 роках. Кавалер лицарського хреста ордена Франца Йосифа (1854).

## Життєпис
Народився 1813 року в австрійському місті Ґерстен. У 1836 році закінчив Віденський університет, а в 1838 році здобув ступінь доктора права. 1840 року учений викладав кримінальне право у Віденському університеті, де в 1842 році був призначений професором. Проте того ж року його перевели на посаду завідувача кафедри канонічного та римського права юридичного факультету Львівського університету. Цю посаду він обіймав до 1857 року, коли був переведений до Пештського університету. У 1863 році він знов повернувся до викладання у Львівському університеті і викладав до 1874 року.
Академічний сенат Львівського університету двічі обирав Франца Коттера ректором університету (1850—1851 і 1871—1872).